# 이규광
이규광(李圭光, 1925년 6월 11일 ~ 2012년 9월 20일)은 대한민국의 군인, 기업가, 정치인이다. 전두환, 장영자, 김대중 등의 인척이다. 5·16 군사정변에 가담하였으나 함경도 인맥으로 몰려 알래스카 토벌 작전 당시 군사재판에 부쳐지기도 했다. 본관은 성주 이씨이다. 1958년 조카 이순자의 혼례로 인하여 전두환의 처숙부가 되었다. 육군 제5군단 부군단장을 지내다가 1961년 육군 준장으로 예편하였다.

## 생애
고려 시대 밀직사사 이백년의 직계 후손으로 성주 이씨다. 본적은 경상북도 성주군이며 중국 만주에서 태어났다.
형 이규동, 이규승 등도 군인이며 이규동(육사 2기)은 육군 준장으로, 이규승(육사 7기)은 육군 대령으로 예편하였다. 육군사관학교에 입교하여 3기로 졸업, 임관하였으며 특명정보 대장을 거쳐 1960년 육군 제5군단 부군단장을 지내고 그 직위에 있다가 육군 준장으로 예편하였다.
5·16 군사정변에 가담하였으나 함경도 인맥으로 몰려 1963년 5·16 군사정변 세력 내의 함경도 인맥이 연루되어 대거 제거된 반 혁명사건 때 박임항, 김동하, 박창암, 이규광 등 총 21명이 쿠데타를 음모했다는 혐의로 군사재판에 부쳐지기도 하였다.(박임항 참조)

### 친인척 관계
형 이규동을 통해 전두환의 처숙부가 되고, 처 장성희를 통해 장영자의 형부가 되며 그의 장인과 김대중의 본처 차용애의 친정어머니가 남매간이므로 김대중은 인척 관계를 형성한다.
그러나 제5공화국, 제6공화국, 국민의 정부 당시 그는 권력자들의 친인척이었음에도 비교적 외부 활동을 자제하고 자신의 군 시절 말기에도 대한민국 육군대학과 국방대학교, 단국대학교 법정 학과를 졸업하고 서울대학교 행정대학원을 졸업하는 등 학업에 열중하면서 조용히 처신하였다.

## 가족 관계
이규광의 처제는 장영자이며 장인은 김대중의 전처 차용애의 친정어머니와 남매간으로 즉 김대중의 처외삼촌이다.

## 사망
2012년 9월 20일 오후 3시경 서울 강동구 둔촌동 중앙보훈 병원에서 노환으로 사망하였다. 전두환 전 대통령을 비롯한 일가는 별세 당일 빈소에 모습을 나타내지 않았다.
- 배우자: 장성희(張星姬, 1932년 12월 4일 ~)
  - 아들: 이흥석 (李雄錫, 1949년 ~ )
    - 손자: 이우진 (1980년~)
- 처제: 장영자
- 형: 이규동
  - 형수: 이봉년
    - 조카 딸: 이순자, 전두환의 영부인
    - 조카 아들: 이창석
      - 조카 손자: 이원근
- 둘째 형: 이규승, 육사 7기 출신, 육군 대령 예편
- 처사촌: 차용수
- 처사촌동서: 김대중
  - 처조카: 김홍일
  - 처조카: 김홍업

## 학력
- 1947년 육군사관학교 3기 졸업
- 1949년 육군보병학교 졸업
- 1950년 육군포병학교 졸업
- 1951년 육군기계화학교 졸업
- 1955년 육군대학 졸업
- 1957년 국방대학교 행정학사
- 1959년 단국대학교 법정학과 학사
- 1961년 서울대학교 행정대학원 행정학 석사

## 같이 보기
- 장영자
- 차용애
- 박임항
- 박창암
- 전두환
- 김대중
- 이규동
- 이규승
- 박정희

## 참고 자료
- 한국의 명문가문 제 7편 (서프)[깨진 링크(과거 내용 찾기)]